# Reiko Nakamura
Reiko Nakamura (Japans: 中村 礼子, Nakamura Reiko) (Yokohama, 17 mei 1982) is een Japanse zwemster. Nakamura vertegenwoordigde haar vaderland op de Olympische Zomerspelen 2004 en 2008. Ze is geen familie van Mai Nakamura eveneens zwemster.

## Zwemcarrière
Nakamura maakte haar internationale debuut op de WK zwemmen 2001 in Fukuoka, in haar geboorteland Japan. Op de 200 meter rugslag, haar enige afstand, werd de Japanse uitgeschakeld in de halve finales. Tijdens de WK kortebaan 2002 in Moskou, Rusland sleepte Nakamura de zilveren medaille in de wacht op de 200 meter rugslag. Op zowel de 50 als de 100 meter rugslag strandde ze in de halve finales. Op de WK zwemmen 2003 in Barcelona, Spanje nam de Japanse alleen deel aan de 100 meter rugslag, op deze afstand werd ze in de halve finales uitgeschakeld. Bij olympisch debuut in Athene, Griekenland veroverde Nakamura de bronzen medaille op de 200 meter rugslag. Eerder in het toernooi was de Japanse vierde geworden op 0,17 seconde van het brons, dat ging naar de Française Laure Manaudou. Op de 4x100 meter wisselslag werd ze samen met Masami Tanaka, Junko Onishi en Tomoko Nagai vijfde.

### 2005-heden
Op de WK zwemmen 2005 in Montreal, Canada legde Nakamura beslag op de bronzen medaille op de 200 meter rugslag. Op de halve afstand eindigde de Japanse als vierde op 0,12 seconde van olympische kampioene Natalie Coughlin, die met het brons naar huis ging. Met haar landgenotes Sayaka Nakamura, Yuko Nakanishi en Norie Urabe eindigde ze als zevende op de 4x100 meter wisselslag. Op de Pan Pacific kampioenschappen zwemmen 2006 in Victoria, Canada veroverde Nakamura het goud op de 200 meter rugslag en het brons op de 100 meter rugslag. Tijdens de WK zwemmen 2007 in Melbourne, Australië sleepte Nakamura de bronzen medaille in de wacht op zowel de 100 als de 200 meter rugslag. Op de 50 meter rugslag eindigde de Japanse op de vijfde plaats en met haar landgenotes Asami Kitagawa, Ayako Doi en Maki Mita als zesde op de 4x100 meter wisselslag. Op de Olympische Zomerspelen 2008 in Peking, China werd Nakamura derde op de 200 meter rugslag en zesde op de 100 meter rugslag. Met haar landgenotes Asami Kitagawa, Yuka Kato en Haruka Ueda eindigde de Japanse als zesde op de 4x100 meter wisselslag.